# Моцажево (Мазовецьке воєводство)
Моцажево (пол. Mocarzewo) — село в Польщі, у гміні Санники Ґостинінського повіту Мазовецького воєводства.
Населення — 111 осіб (2011).
У 1975-1998 роках село належало до Плоцького воєводства.

## Демографія
Демографічна структура станом на 31 березня 2011 року:
|          | Загалом | Допрацездатний вік | Працездатний вік | Постпрацездатний вік |
| -------- | ------- | ------------------ | ---------------- | -------------------- |
| Чоловіки | 44      | 16                 | 26               | 2                    |
| Жінки    | 67      | 12                 | 34               | 21                   |
| Разом    | 111     | 28                 | 60               | 23                   |